# Хиггинс, Фиона
Фиона Хиггинс — ирландская детская писательница в жанре фэнтези. Известна такими книгами, как Заклинатель (The Bone Magician, 2008) и Чёрная книга секретов (The Black Book of Secrets, 2007), последняя получила премию a Bisto Honour Award в 2008 году. Родилась в Уиклоу (Ирландия), работала школьным учителем до тех пор, пока не сменила профессию на писателя в 2000 году.

### Heroes
- Perfect Enemy (2012)

### Tales from the Sinister City
- Черная книга секретов (2007)
- Заклинатель (2008)
- Коллекционер стеклянных глаз (2009)
- The Lunatic’s Curse (2010)

### The Phenomenals
- A Tangle of Traitors (2013)
- A Game of Ghouls (2013)